# Чижовка (Черкасская область)
Чижо́вка (укр. Чижівка) — село в Звенигородском районе Черкасской области Украины.
Население по переписи 2001 года составляло 1029 человек. Почтовый индекс — 20230. Телефонный код — 4740.
Село удалено от райцентра звенигородка на 25 км и на 40 км от ближайшей железнодорожной станции.

## История
Основание села датируется примерно в период с IX по XIII век во времена, когда этой территорией управляла Киевская Русь.
В 1932—1933 годах в результате голодомора в селе погибли 576 человек, их память была увековечена мемориальным знаком в 2007 году.
Во время Великой Отечественной войны в боевых действиях принимали участие 318 человек, из которых были 120 погибших и 150 награждённых различными боевыми наградами. Позже на братской могиле около села был установлен знак в честь не вернувшихся домой сельчан.
К 70-м годам XX века в селе были центральная усадьба, используемая как центр управления колхоза им. Жданова, у которого имелось 2000 га территории, из которых 1800 га пахатной земли. Основным родом деятельности сельчан было выращивание зерновых и технических культур. Также в качестве вспомогательных видов деятельности было животноводство и птицеводство. Из инфраструктуры были школа, 2 библиотеки с фондом в 7000 книг, дом культуры и Фельдшерско-акушерский пункт.
В современный период в селе появились 4 магазина, школа I и III ступеней, стадион, отделение сбербанка, отделение связи. И раз в неделю работает рынок по продаже продовольственных и промышленных товаров, а также 2 частных рыбхозпредприятия.

## Местный совет
20230, Черкасская обл., Звенигородский р-н, с. Чижовка

## Известные люди
- В селе родился Ромашенко, Андрей Иванович — советский военачальник, полковник.